# Keszthely
Keszthely [ˈkɛsthɛj], en croate Kestel ou Monoštor, est une ville de Hongrie, sur les bords du lac Balaton. Sa population est de 20 000 habitants.
Bien que peuplée dès l'Antiquité romaine (province de Pannonie), la ville est mentionnée pour la première fois en 1247 par des sources écrites et eut le droit d'avoir un marché en 1421.
Elle abrite la Faculté d'Agriculture de l'Université de Pannonie.

## Jumelages
La ville de Keszthely est jumelée avec :
- Boppard (Allemagne) depuis le 29 mai 1997
- Delden (Pays-Bas) depuis le 27 mai 1992
- Hof van Twente (Pays-Bas) depuis le 2 juin 2000
- Alanya (Turquie) depuis le 19 aout 2006
- Odorheiu Secuiesc (Roumanie) depuis le 1er octobre 2010
- Stary Sącz (Pologne) depuis 2011

## Photos

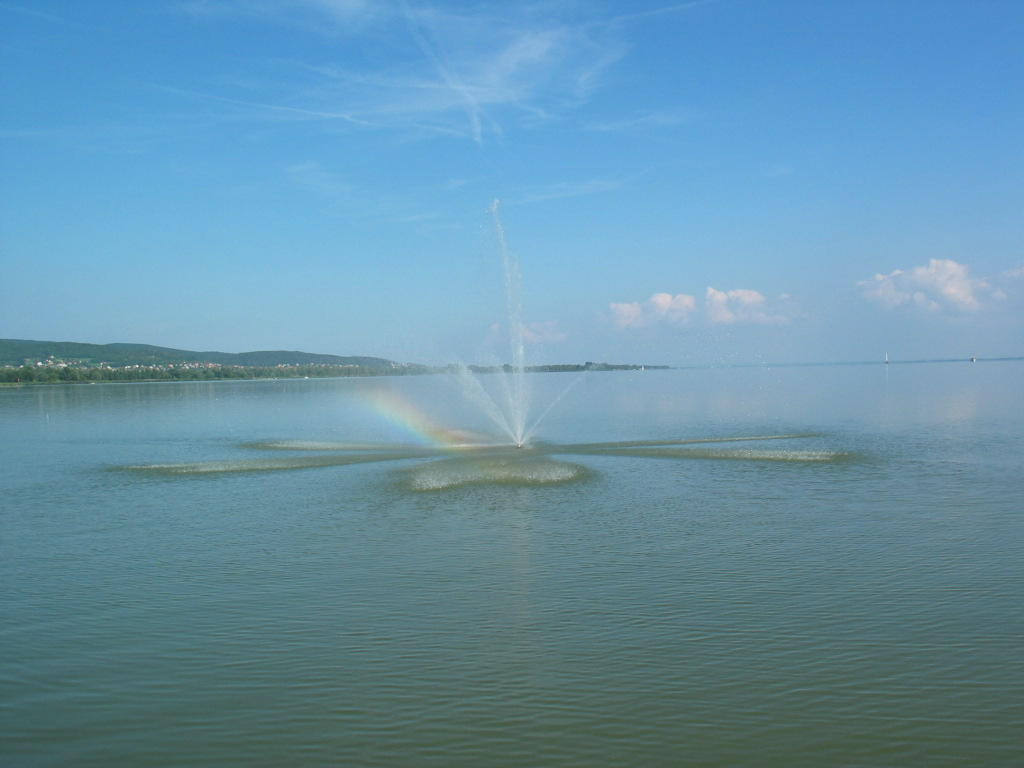
Jet d'eau
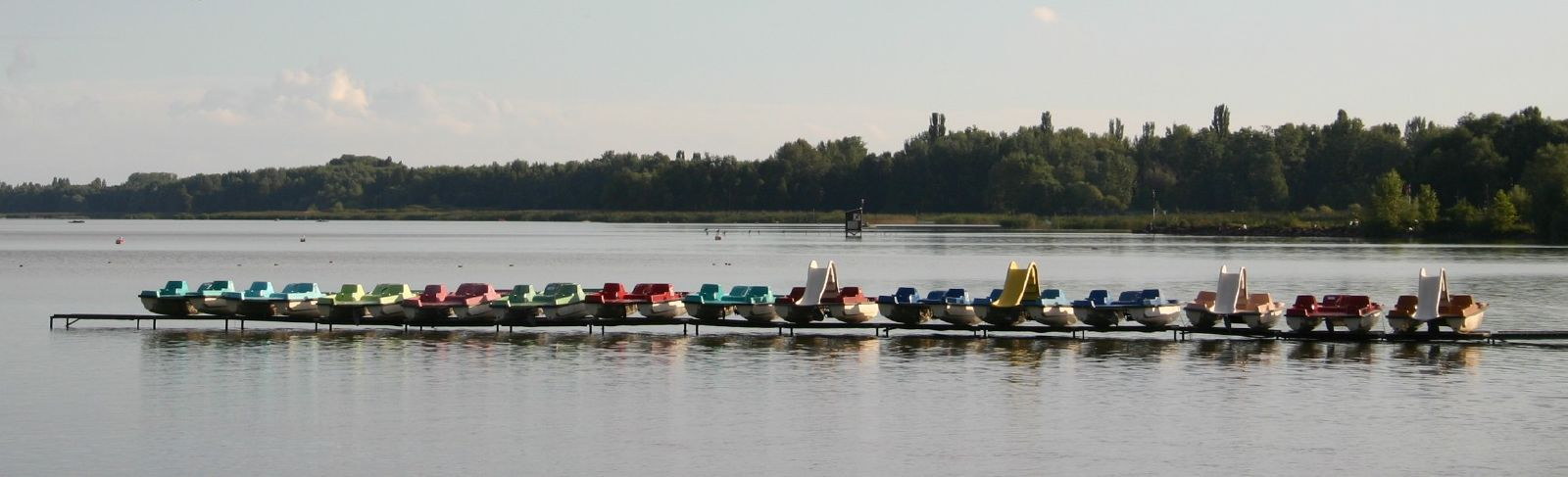
Lac Balaton
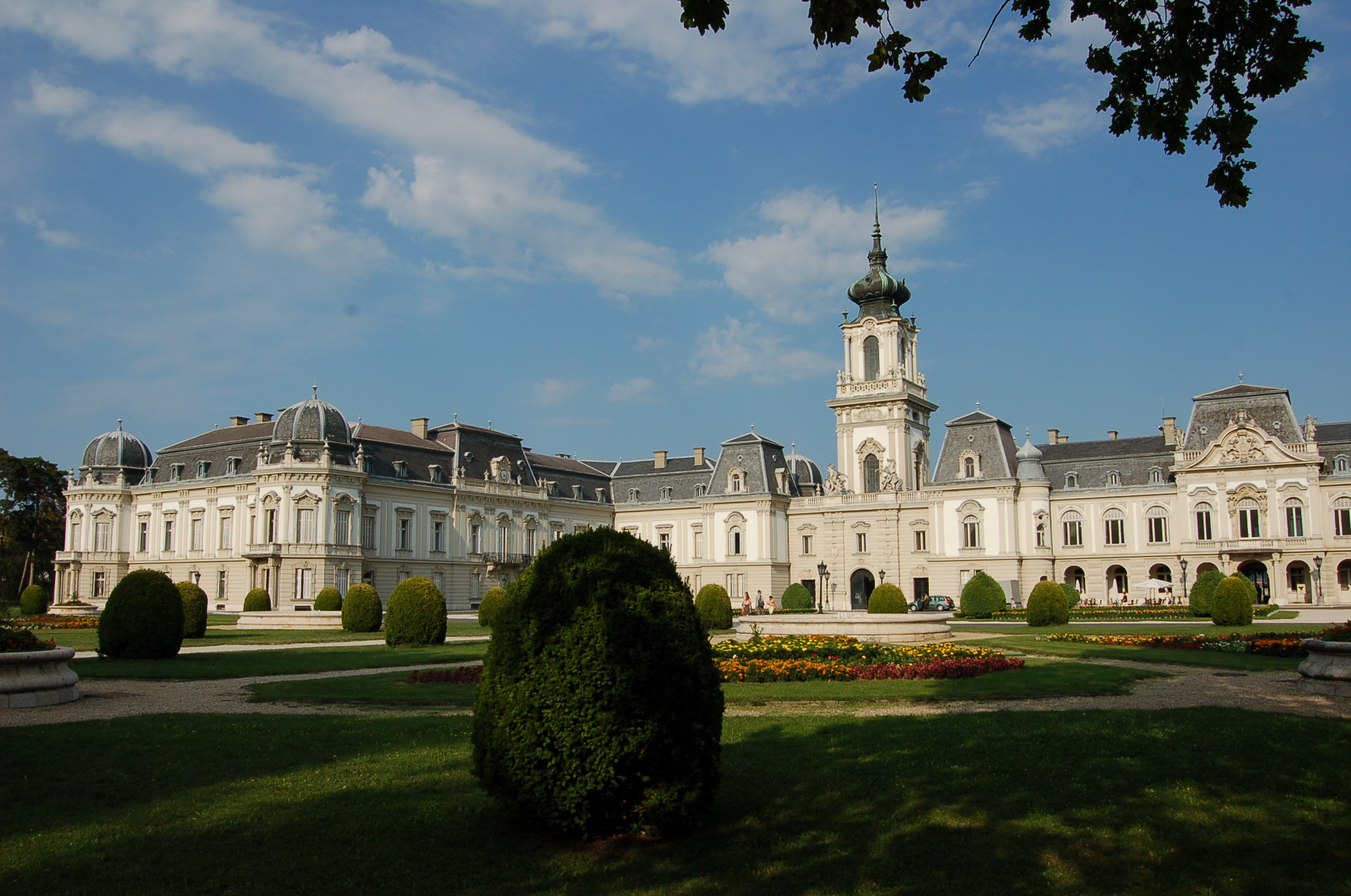
Le château Festetics
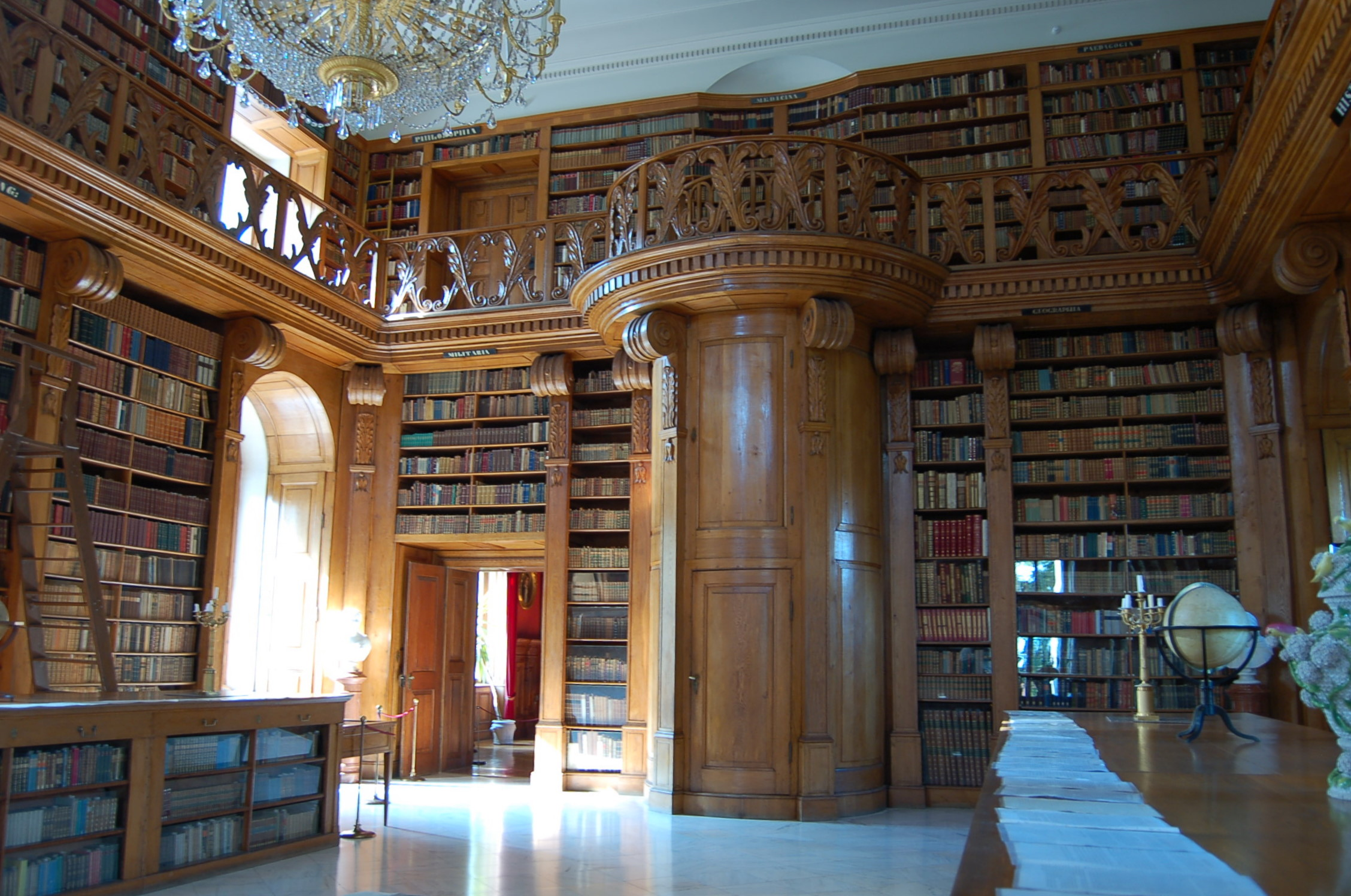
La salle de bibliothèque du château